# Paolo Giorza
Paolo Giorza (Milano, 11 novembre 1832 – Seattle, 4 maggio 1914) è stato un compositore italiano.

## Biografia

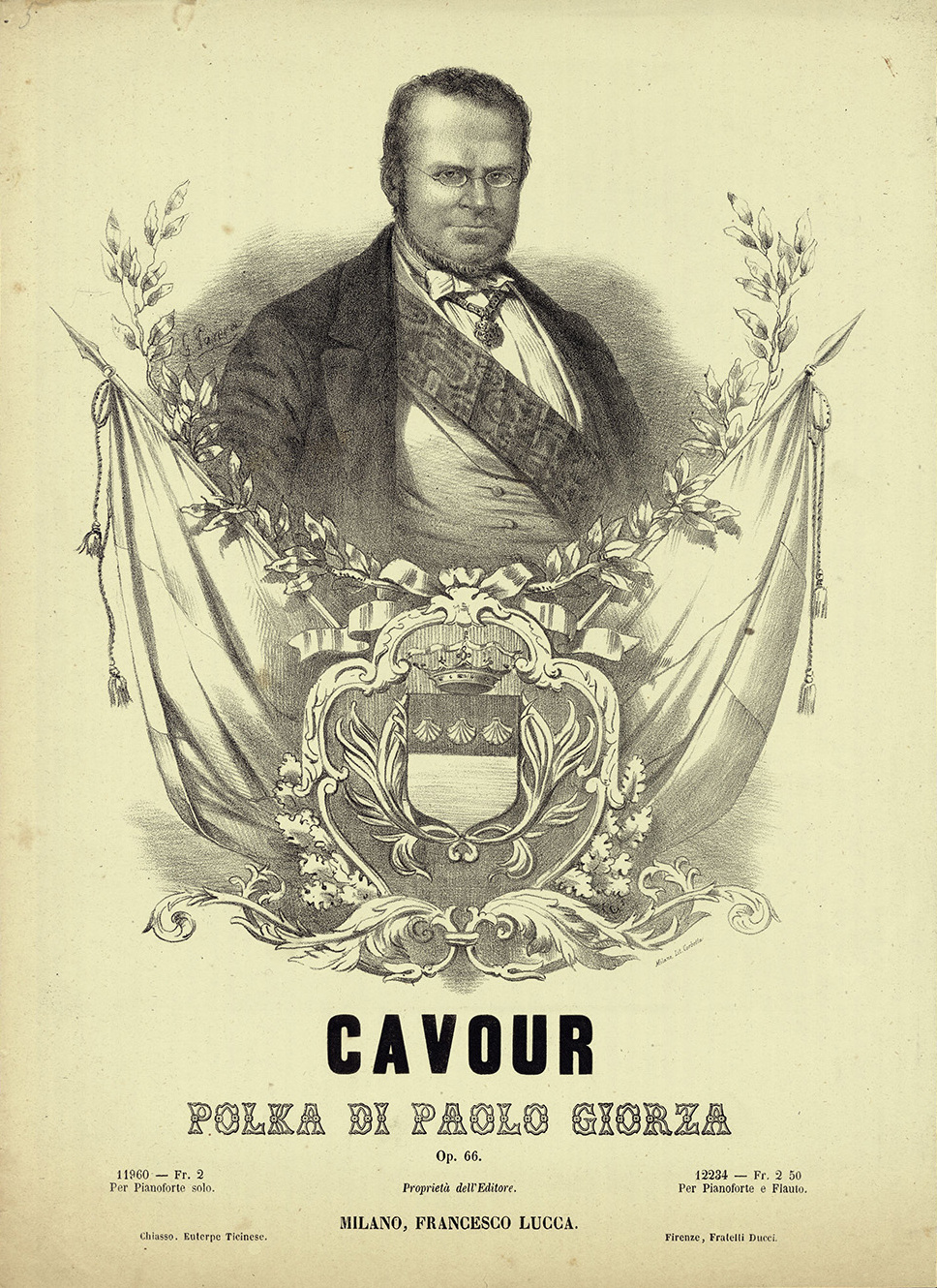
Polka di Paolo Giorza dedicata a Cavour

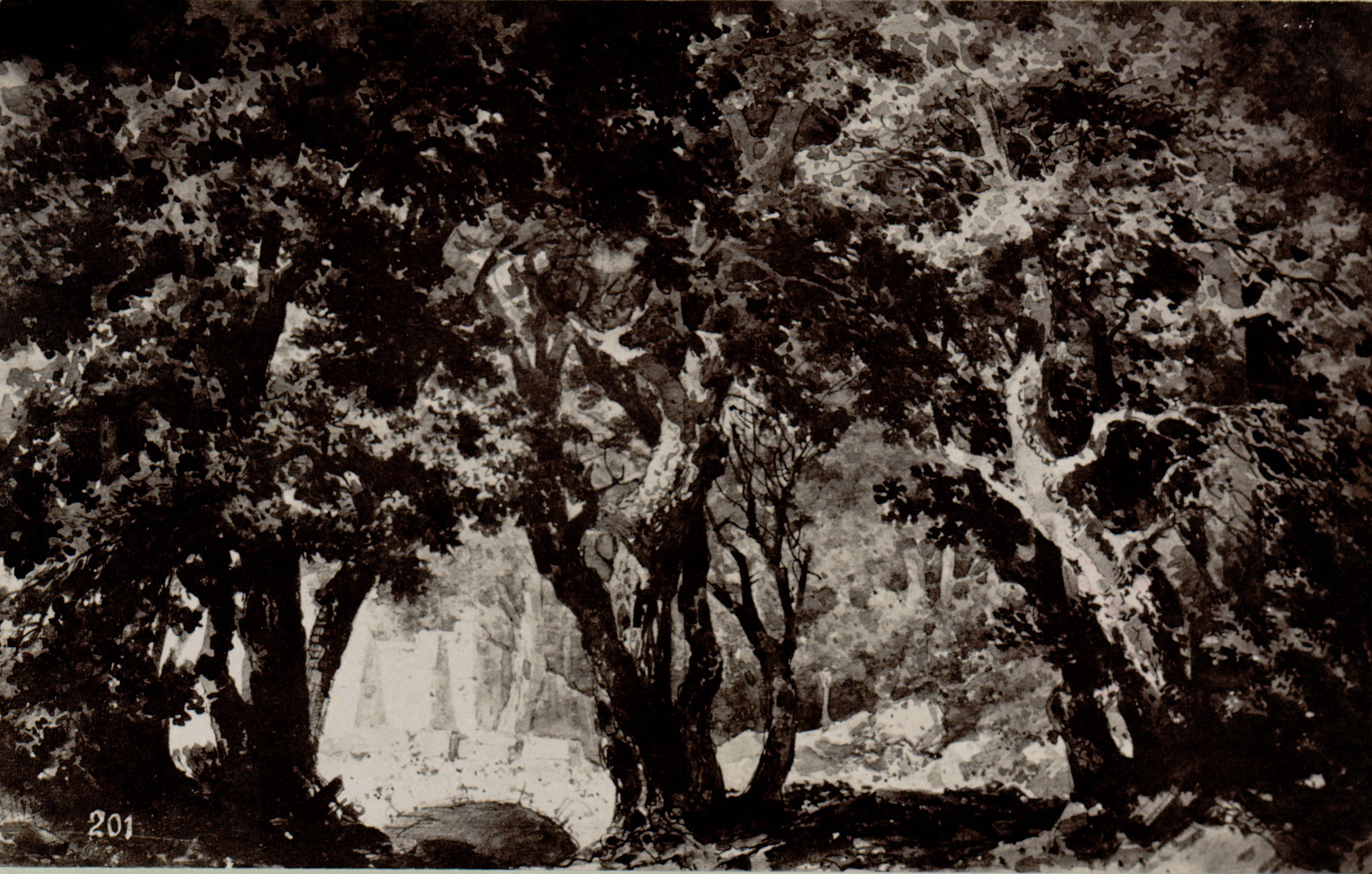
Luogo alpestre nell'interno d'una foresta, bozzetto per Gazelda prologo scena 1 (1864).
Archivio Storico Ricordi

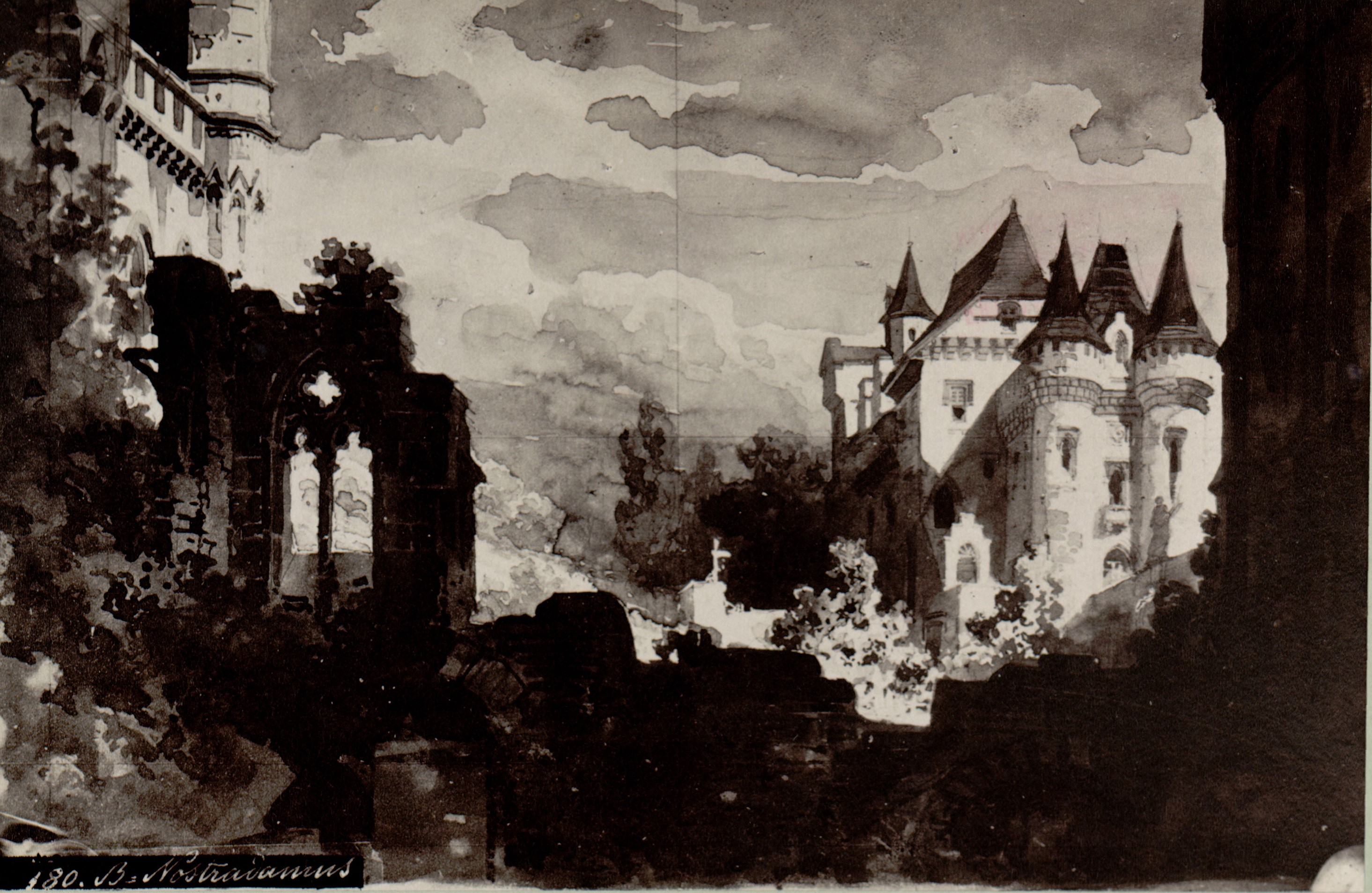
Piazza di Leutschau, bozzetto per Nostradamus atto 1 (1862).
Archivio Storico Ricordi

Era figlio di Luigi, pittore organista e cantante baritono drammatico. Fu proprio il padre ad iniziarlo alla musica.
Nel corso della sua vita, produsse e scrisse oltre 40 spartiti tra cui vari valzer; viaggiò in buona parte del mondo lavorando a Venezia, Vienna, Londra e Parigi prima di approdare in America ed in Australia.
Si dedicò alla composizione di musiche per balli con i più famosi coreografi del tempo, soprattutto Luigi Manzotti, Giuseppe Rota e Paolo Taglioni. I suoi titoli furono eseguiti nei più importanti teatri, tra i più noti Shakespeare ossia un sogno d’una notte d’estate (1855), Il conte di Montecristo (1857), Cleopatra (1859). L’editore Giudici e Strada aveva acquisito i diritti di diversi balli con la coreografia di Rota: Elda e Dielma, Delia, Passato e presente, Il pontoniere, Spirito maligno. Alcune opere rimasero inedite come la lirica Alba Barozzi con testo di Antonio Ghislanzoni.
Nel 1858 scrisse la celebre La bella Gigogin, diventata successivamente una canzone tanto famosa quanto amata, durante la Seconda guerra di indipendenza. Venne eseguita presso il teatro Carcano di Milano nel 1858 per il Capodanno 1859 e divenne la canzone simbolo dei bersaglieri italiani.

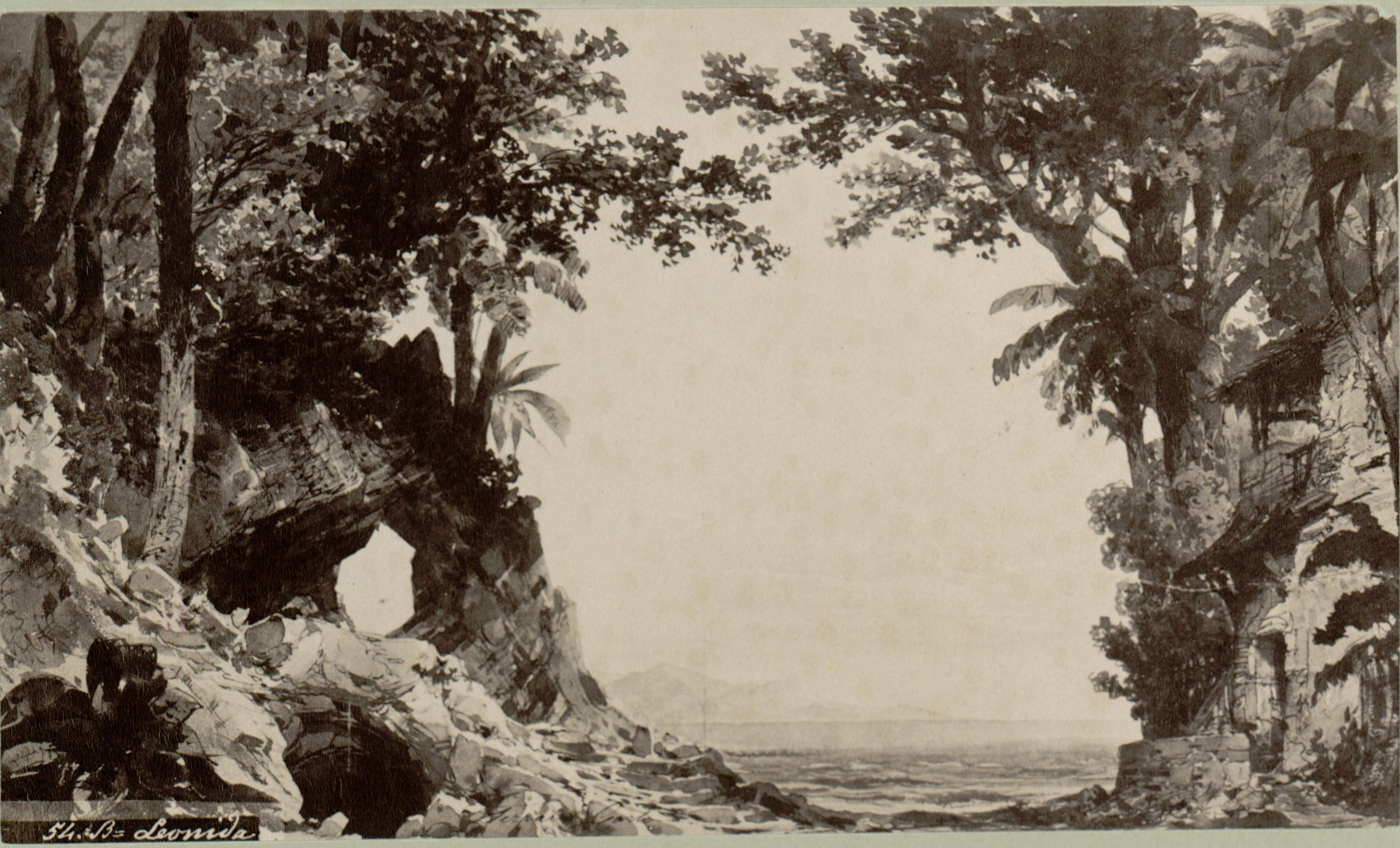
L'isola delle antille abitata dai corsari, bozzetto per Leonilda, atto 1 scena 1 (1865). Archivio Storico Ricordi

È del 10 marzo 1860 invece, la rappresentazione al Teatro alla Scala della sua prima opera lirica, dal titolo Corrado, console di Milano, che riprendeva un episodio reale di storia lombarda. Due anni più tardi pubblicò per l'editore Ricordi una marcia per pianoforte dal titolo I corni di Canzo. Op. 139.
Su invito di Garibaldi, scrisse nel 1866 Inno alla guerra, paroliere Plantulli. Tra le altre opere si ricorda La capanna dello zio Tom (metà 1860); nel 1867 si spostò nelle Americhe collaborando con vari teatri e cantanti.
Nel 1867 fece una tournée in America come direttore d'orchestra e nel 1871 arrivò in Australia dove ebbe tanto successo da essere nominato direttore degli spettacoli musicali all'Esposizione mondiale di Sidney; insieme ad Isaac Nathan è annoverato tra i più significativi musicisti che hanno lavorato in Australia nel XIX secolo. 
Morì a Seattle il 4 maggio 1914.